# Cerithidea
Cerithidea is een geslacht van slakken uit de familie van de Potamididae. De wetenschappelijke naam van het geslacht is voor het eerst geldig gepubliceerd in 1840 door Swainson.

## Soorten
De volgende soorten zijn bij het geslacht ingedeeld:
- Cerithidea andamanensis Reid, 2014
- Cerithidea anticipata Iredale, 1929
- Cerithidea balteata A. Adams, 1855
- † Cerithidea bifurcata Kilburn & Tankard, 1975
- Cerithidea charbonnieri (Petit de la Saussaye, 1851)
- Cerithidea decollata (Linnaeus, 1767)
- Cerithidea dohrni (Kobelt, 1890)
- Cerithidea houbricki Reid, 2014
- Cerithidea moerchii (A. Adams, 1855)
- Cerithidea obtusa (Lamarck, 1822)
- Cerithidea quoyii (Hombron & Jacquinot, 1848)
- Cerithidea reidi Houbrick, 1986
- Cerithidea rhizophorarum A. Adams, 1855
- Cerithidea sinensis (Philippi, 1848)
- Cerithidea tonkiniana Mabille, 1887
- Cerithidea weyersi Dautzenberg, 1899

### Nomen dubium
- Cerithidea albivaricosa A. Adams, 1855
- Cerithidea hegewischii (Philippi, 1848)
- Cerithidea similis A. Adams, 1855

### Synoniemen
- Cerithidea (Cerithidea) bifurcata Kilburn & Tankard, 1975 † => Cerithidea bifurcata Kilburn & Tankard, 1975 †
- Cerithidea (Pirenella) caerulescens H. Adams & A. Adams, 1854 (nomen nudum)
- Cerithidea alata (Philippi, 1849) => Pirenella alata (Philippi, 1849)
- Cerithidea alternata (Hutton, 1873) => Batillaria australis (Quoy & Gaimard, 1834)
- Cerithidea caiyingyai Qian Z.-X., Fang Y.-F. & He J., 2013 => Pirenella caiyingyai (Qian, Fang & He, 2013)
- Cerithidea cingulata (Gmelin, 1791) => Cerithideopsilla cingulata (Gmelin, 1791) => Pirenella cingulata (Gmelin, 1791)
- Cerithidea dahlakensis Biggs, 1965 => Bittium proteum (Jousseaume, 1931)
- Cerithidea djadjariensis (K. Martin, 1899)=> Pirenella alata (Philippi, 1849)
- Cerithidea fluviatilis (Potiez & Michaud, 1838) => Pirenella cingulata (Gmelin, 1791)
- Cerithidea hanleyana G. B. Sowerby II, 1866=> Cerithideopsis costata (da Costa, 1778)
- Cerithidea microptera (Kiener, 1842) => Pirenella microptera (Kiener, 1841)
- Cerithidea mutata Pilsbry & Vanatta, 1902 => Batillaria mutata (Pilsbry & Vanatta, 1902)
- Cerithidea tenkatei Schepman, 1893 => Terebralia palustris (Linnaeus, 1767)
- Cerithidea tricarinata Hutton, 1883 => Zeacumantus subcarinatus (G. B. Sowerby II, 1855)